# Ragnarok Online

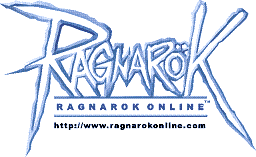
Logo van Ragnarok Online

Ragnarok Online (Koreaans: 라그나로크 온라인), vaak afgekort als RO, is een MMORPG (Massively Multiplayer Online Role Playing Game) gemaakt door GRAVITY Co., Ltd. gebaseerd op manhwa ragnarok door Lee Myung-Jin. Het is als eerste uitgebracht in Zuid-Korea op 31 augustus 2002 voor Microsoft Windows en is sindsdien in vele andere landen ook uitgebracht. Veel van het spel is gebaseerd op de Noorse mythologie, maar de stijl is ook beïnvloed door de christelijkheid en verschillende Aziatische culturen. Er is ook een Geanimeerde serie van Ragnarok gekomen, Ragnarok the Animation, en een sequel, Ragnarok Online 2: The Gate of the World, is in opkomst.

## Gameplay
Ragnarok Online gebruikt een combinatie van isometrische projectiesprites en 3D computer graphics om zo de wereld van het spel te presenteren. het is mogelijk om met characters (personages) een baan, haarkleur en haarstijl te kiezen voor elk van hun characters. het geslacht verschilt ook van speler, maar alle characters hebben hetzelfde geslacht op 1 account door de technische limieten.
Officiële versies van het spel zijn speelbaar in Zuid-Korea, Japan, China, Taiwan, Thailand, Indonesië, Maleisië, de Filipijnen, Brazilië, Singapore, Rusland, India. Service in Oceanië verliep op 2 maart 2007, dat was de eerste keer dat er een server voor een plek was gesloten. Twee andere wat minder land-specifieke versies van de spellen bestaan zoals de European Ragnarok Online server Duitsland, Italië, Australië, Turkije, Frankrijk, Groot-Brittannië en Zwitserland en de International Ragnarok Online server die voor spelers uit Noord-Amerika en de meeste andere landen die niet een eigen versie hebben.
Er bestaan tot nu toe 4 servers in International Ragnarok Online: Chaos, Loki, Iris en de Sakray test server. Andere versies zullen meer of minder servers hebben, dat hangt ervan af of er veel mensen uit dat bepaalde land Ragnarok Online willen spelen. Sommige versies hebben ook een Urdr server waar speler-moord mogelijk is buiten de dorpen/steden. Terwijl er veel spelers van de internationale versie hebben laten merken dat ze daar wel interesse hebben voor in die versie, maar er is nog geen actie ondernomen om daarvoor te zorgen.

### Interface
Zowel een muis als een toetsenbord is nodig om Ragnarok Online te spelen. een laptop track pad zal niet werken. Het beeld waarbij je speelt bestaat uit een log en chatschermpje, een minimap, verschillende menu's en statusschermen die de zogenaamde Hit points en magic spell points, hoever je bent tot het volgende level, de titel van de speler en het aantal geld (zeny) dat de speler/speelster bezit. Exclusief het statusscherm, kun je alle displays blokkeren.
Iconen vertelt de status van het personage, positief of negatief en verschijnen aan de rechterkant van het scherm (onder de kaart). Menu's zorgen ervoor dat spelers hun skills, status, inventaris en verschillende configuratie-opties. De speler kan ook sneltoetsen zetten op de functietoetsen zodat ze sneller hun skills kunnen gebruiken (bijvoorbeeld om zichzelf snel te kunnen healen tijdens een gevecht)

### Character-informatie
Banen zij een van de belangrijkste onderwerpen om het spel te kunnen spelen, de baan die de speler kiest heeft speciale aspecten van sterkten en zwakheden (bijvoorbeeld als swordsman moet je vooral strength hebben) en zal zijn/haar character daarop moeten aanpassen. Het banensysteem bestaat uit totaal 39 verschillende banen, verdeeld over 7 categorieën: Novices, Super Novices, First Job Classes, Second Job Classes, Transcendent Classes en Extended Classes. Een speler zal tijdens het spelen van het spel verschillende banen hebben, hoeveel hangt af van de keuzes van de speler.

### Opdrachten
Ragnarok Online, heeft net als andere massively multiplayer online games geen einde. Spelers kunnen vrijuit rondlopen door de Gamewereld met de enige limitatie dat monsters in bepaalde gebieden sterker/veel zwakker en agressiever kunnen zijn dan je personage. Sommige opdrachten zijn gerelateerd aan de tijd van het jaar met bijvoordbeeld de Christmas Quest die alleen kan worden uitgevoerd met kerst, Maar de meeste kun je het hele jaar doen.

### Speler tegen Speler (PvP)
Player vs. Player in Ragnarok Online neemt plaats in series kaarten identiek aan het spel zijn normale town-maps maar zonder uitgangen en non-player characters. Deze kaarten Zijn alleen toegankelijk voor spelers level 31 en daarboven, er zijn twee versies van: Yoyo Mode en Nightmare Mode. het grootste verschil tussen die twee is dat er bij de Yoyo Mode niks gebeurt als je dood gaat, bij Nightmare mode verlies je je Experience points en je Items

### War of Emperium
Voor twee uur op elke woensdag en zaterdag neemt er een event genaamd War of Emperium (vaak afgekort tot "WoE", ook wel bekend als de "Guild War") plaats. Guilds die de seal of approval skill hebben mogen proberen mee te doen en controle krijgen over een serie kastelen in de game. Op de vierde verdieping van elk kasteel ligt het Emperium; als een guild de Emperium van een ander breekt, zal die controle krijgen over het kasteel. als een de controle over het kasteel kan behouden tot het eind van de War of Emperium zal het controle behouden tot de volgende War of Emperium en zal veel voordelen hebben voor de overwinning. tijdens War of Emperium uren, de kasteelkaarten zijn in de PvP mode en gedragen zich ongeveer hetzelfde als de standaard PvP kaarten met een paar uitzonderingen, vooral dat er niet veel schadeveroorzakers en een grote verkleining van de effectiviteit van magie, Skills, en afstandsaanvallen. War of Emperium is het meest populaire deel van het spel, en meeste spelers doen minstens 1 keer per week mee.

## Plaatsen
Ragnarok Online is verdeeld in een serie kaarten, elke heeft zijn eigen terrein en native monsters, hoewel de meeste voorkomen in meerdere gebieden. Transportatie's tussen 2 kaarten heeft een korte tijd nodig, monsters kunnen zich niet van de ene naar de andere kaart verplaatsen.
Er zijn drie belangrijke Naties in Ragnarok Online, de eerste van die is de plek waar je begint is Rune Midgard. de Schwaltzvalt Republic, een industriële buurman in het noorden, was toegevoegd in aflevering 10 en Arunafeltz, een religieuze natie gebaseerd op een combinatie tussen Israël en Turkije was het onderwerp in aflevering 11.
Een serie van andere, iets minder belangrijke naties bestaat ook, vooral gebaseerd op een oude cultuur in de echte wereld, zoals Amatsu, die is gebaseerd op het oude Japan, en Louyang, die is is gemaakt in het teken van het oude China.

## Audio
De achtergrondmuziek van Ragnarok Online bestaat nu uit 117 individuele tracks, gecomponeerd, opgenomen en gemixt door SoundTeMP en Hankook Recording studio. De muziek van het spel bestaat uit verschillende genres en muziekstijlen, zoals trance, techno, jazz, rock en orchestral. Nieuwe tracks zijn toegevoegd aan de soundtrack met elke nieuwe plek dat wordt toegevoegd aan de gamewereld.
Een gelimiteerde editie two-disc originele soundtrack, getiteld The Memory of Ragnarok kwam uit in 2006. Het album heeft ook vocale overeenkomsten van verschillende stukken, door Lee Seung-Yeon, Lee Jeong-Hee en Seo Ji-Hae. Op de 'kaft' van het album staat tekst in het Koreaans, Chinees, Engels en Japans.